# Östermaren (Värmdö socken, Uppland)
Östermaren är en sjö i Värmdö kommun i Uppland och ingår i Norrström-Tyresåns kustområde.